# ستارك
ستارك (بالإنجليزية: Starke)‏ هي مدينة أمريكية تقع في ولاية فلوريدا. تبلغ مساحة هذه المدينة 17.3 (كم²)، ويبلغ عدد سكانها 5593 نسمة حسب إحصاء سنة 2010 م 5593. تشير إحصاءات سنة 2000م بأن الكثافة السكانية في هذه المدينة تقدر بـ(323.3) نسمة/كم2 

## معرض صور

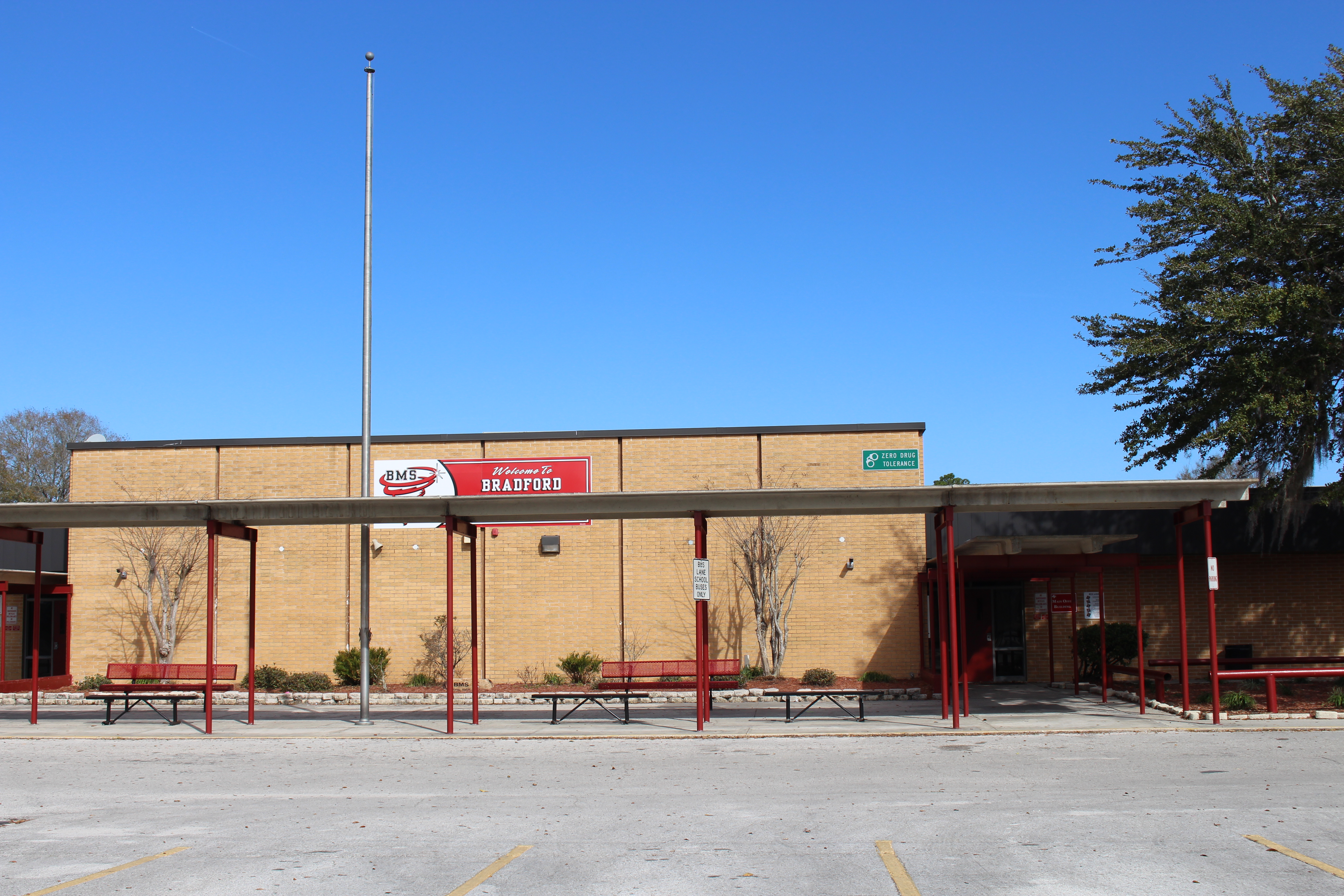
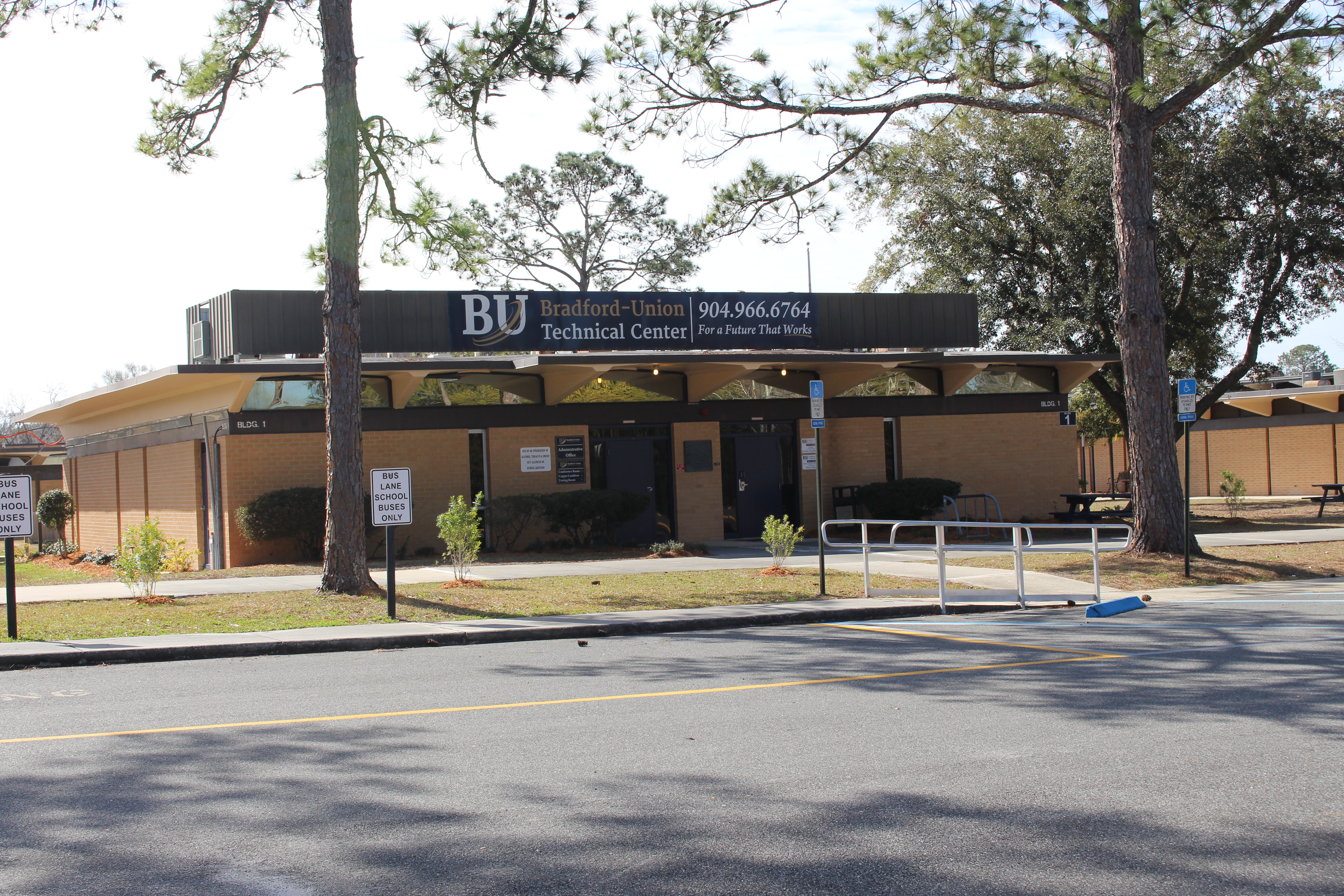
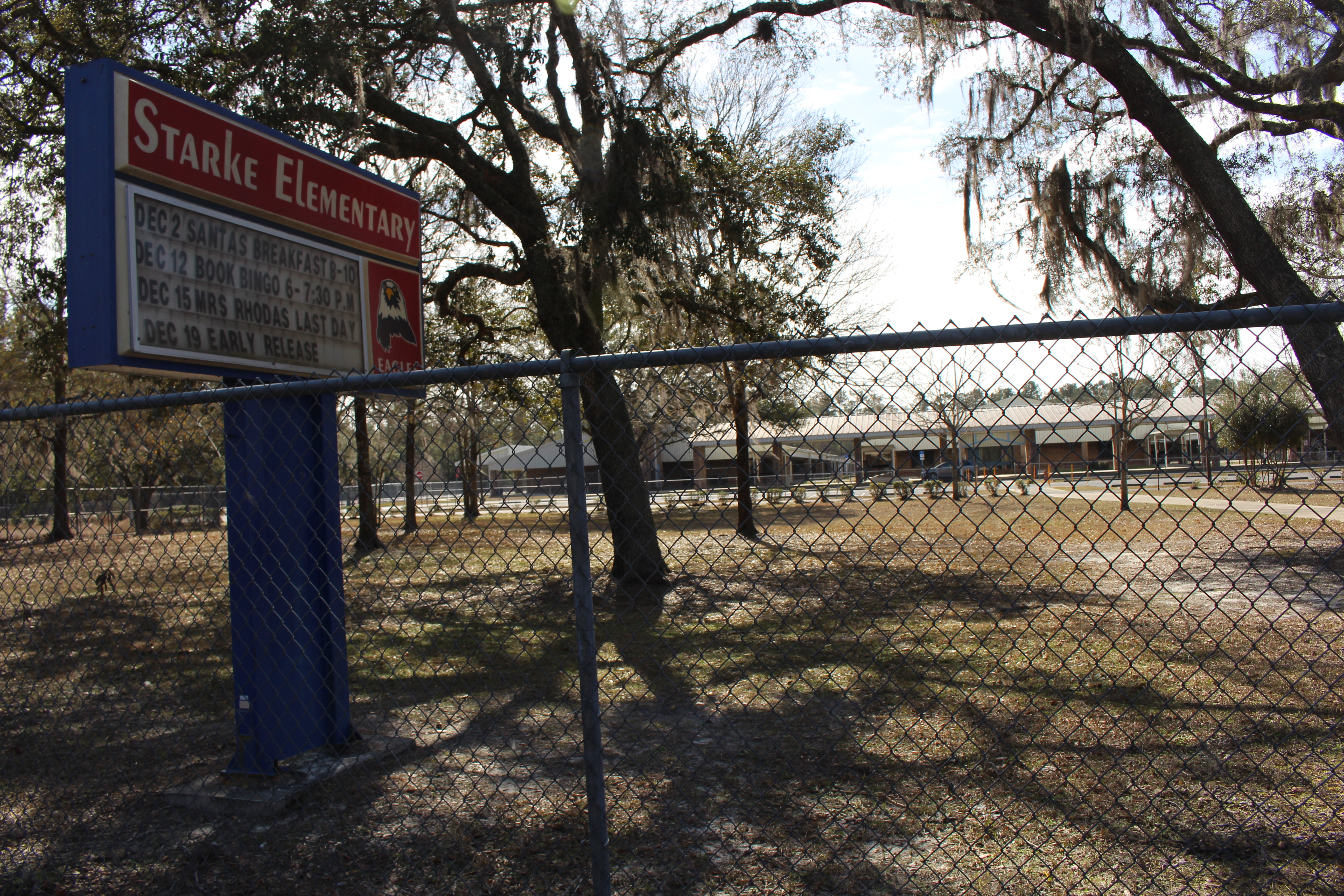
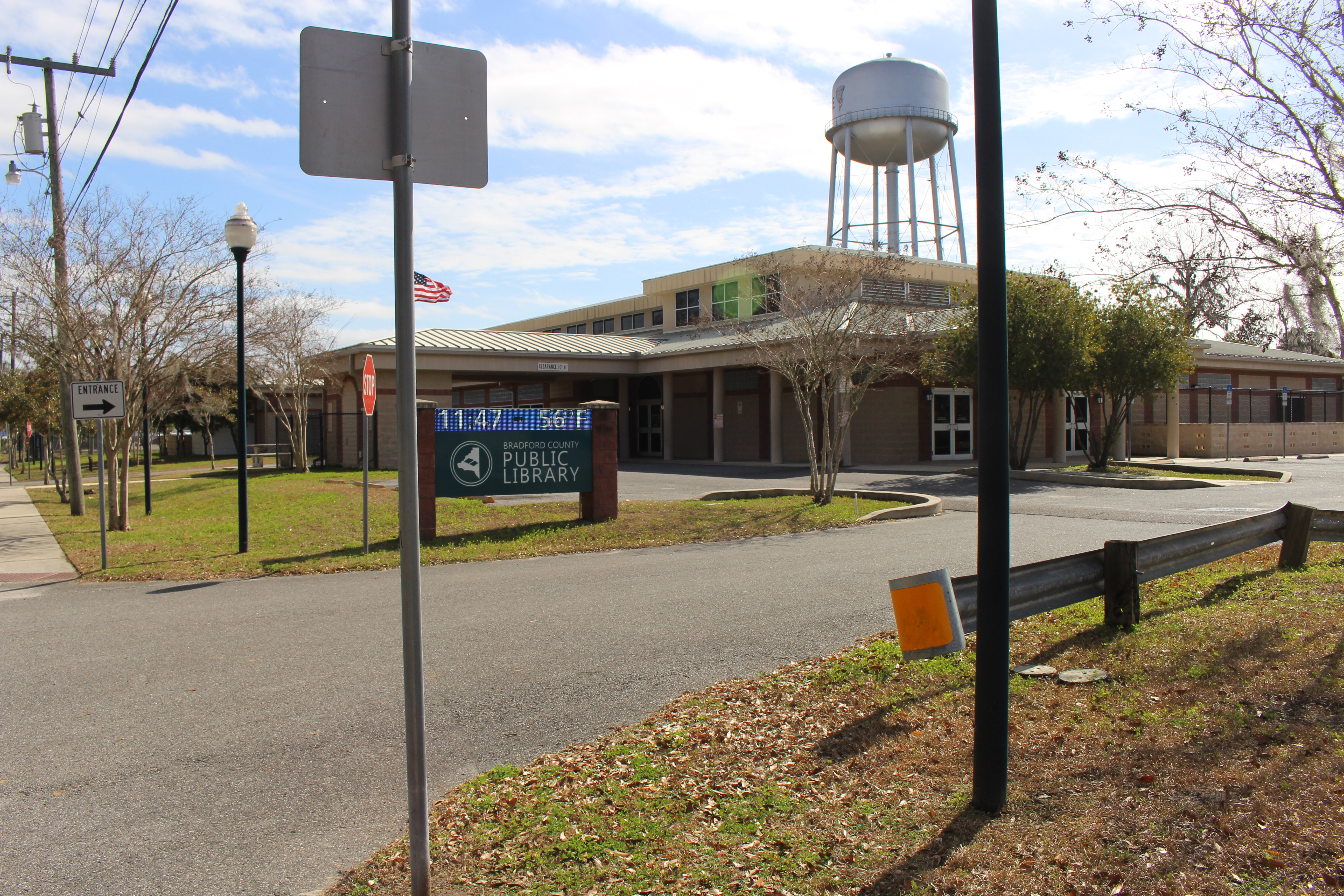
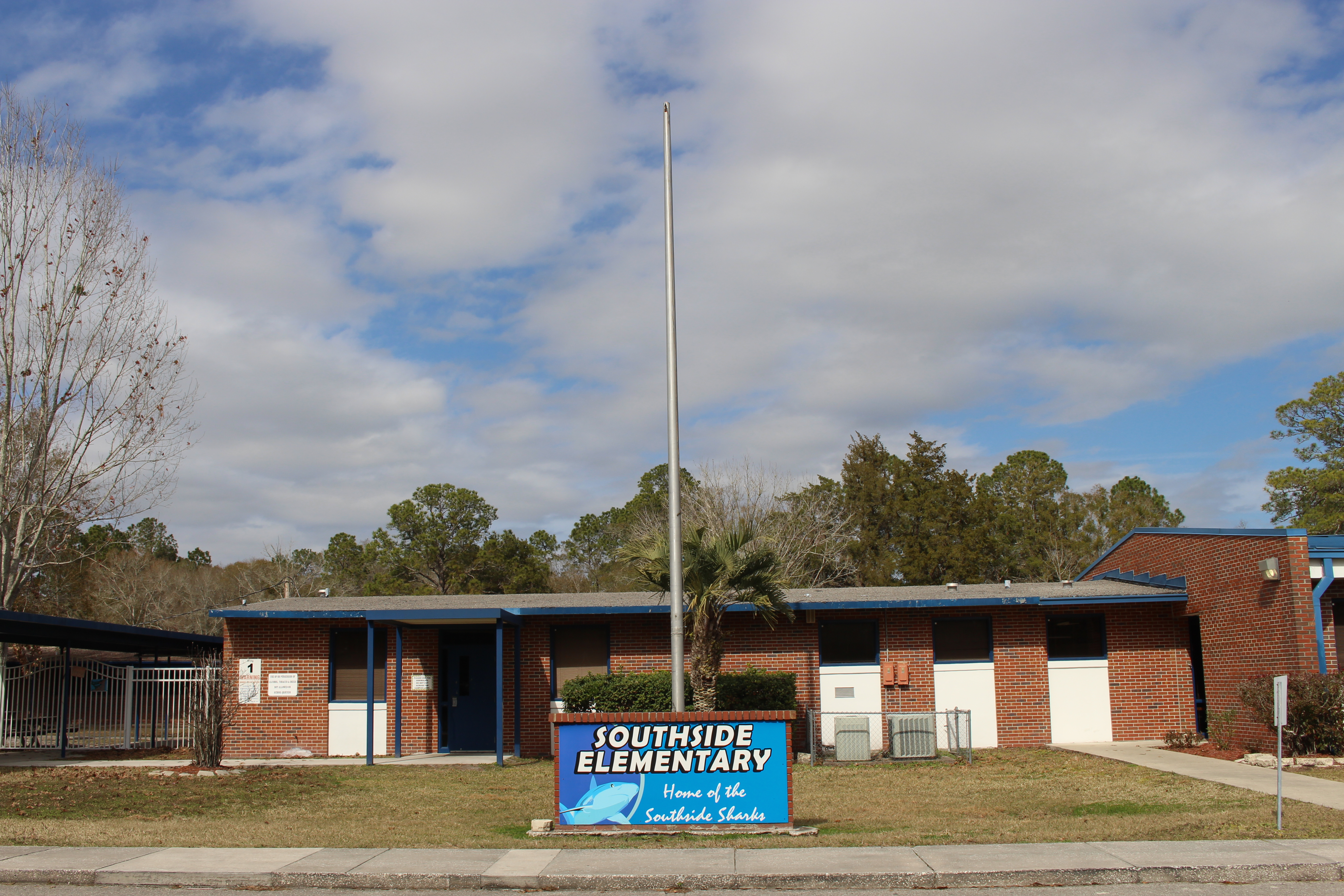

## أعلام
- هيرب توماس
- دويل كونر
- تشارلي يوجين جونز
- إليزابيث مور
- ليون برايت